# Pelargonium pulcherrimum
Pelargonium pulcherrimum är en näveväxtart som beskrevs av Leighton. Pelargonium pulcherrimum ingår i släktet pelargoner, och familjen näveväxter. Inga underarter finns listade i Catalogue of Life.